# Serrapetrona
Serrapetrona település Olaszországban, Marche régióban, Macerata megyében. Lakosainak száma 899 fő (2023. január 1.). Serrapetrona Caldarola, Camerino, Castelraimondo, San Severino Marche, Tolentino és Belforte del Chienti községekkel határos.

## Népesség
A település lakossága az elmúlt években az alábbi módon változott:
| Lakosok száma | 956  | 929  | 899  |
|               | 2017 | 2018 | 2023 |